# Nesipelma
Neostenotarsus es un género monotípico de arañas migalomorfas de la familia Theraphosidae. Su única especie: Nesipelma insulare Schmidt & Kovarik, 1996, es originaria de la Isla Nieves en las Antillas.  